# E0102-72.3
E0102-72.3 (SNR B0102-72.3) – pozostałość po supernowej znajdująca się w Małym Obłoku Magellana w odległości około 190 000 lat świetlnych od Ziemi. Była obserwowana przez kosmiczny teleskop Chandra wkrótce po jego wyniesieniu na orbitę w 1999 roku. Wybuch supernowej, w rezultacie którego powstała ta mgławica, mógłby być obserwowany z półkuli południowej ponad 1000 lat temu.